# Emanuel Christian Löber
Emanuel Christian Löber (* 14. Januar 1696 in Orlamünde; † 2. Juni 1763 in Jena) war ein deutscher Mediziner.

## Leben
Emmanuel Christian war der Sohn des Gastwirts und Steuereinnehmers in Orlamünde, sowie späteren Kastenvorstehers in Naschhausen Christoph Heinrich Löber (* 18. Dezember 1660 in Altenburg; † 27. Dezember 1734 in Naschhausen) und dessen Frau Justina Maria geb. Schirmer. Seine Schulbildung erhielt er ab 1711 in Rudolstadt. Am 6. Oktober 1714 wurde er Student der Medizin an der Universität Jena. Diese Ausbildung setzte er am 2. Mai 1718 an der Universität Halle fort.
1720 unternahm er eine Bildungsreise in die Niederlande, wobei er sich vornehmlich in Leiden aufhielt. 1720 kehrte er in die Heimat zurück, um sich praktische Erfahrungen anzueignen und zog am 11. Februar 1722 abermals an die Universität Leiden, wo Herman Boerhaave zahlreiche Studenten aus ganz Europa anzog. Nach Halle (Saale) zurückgekehrt, promovierte er 1722 zum Doktor der Medizin und übernahm 1723 die Stelle eines Physikus in Camburg. Daneben wirkte er als Privatdozent und praktischer Arzt an der Jenaer Hochschule. 1725 wurde er zum Sachsen-Eisenachischen Rat berufen und erhielt 1751 eine außerordentliche Professur der Medizin an der Salana.

## Familie
Löber war drei Mal verheiratet. Seine erste Ehe schloss er am 20. Oktober 1723 in Jena mit Friederike Dorothea Weißenborn (* 3. September 1704 in Jena; † 14. Juli 1743 ebenda), die Tochter des Theologen Jesaias Friedrich Weissenborn (* 15. November 1673 in Schmalkalden; † 3. Juli 1750 in Jena) und dessen Frau Dorothea Maria (geb. Juch; ~ 19. Oktober 1683 in Erfurt; † 6. April 1732 in Jena). Seine zweite Ehe ging er am 10. Januar 1746 in Weißensee mit Eleonore Sophie Schreber († 7. Juli 1751 in Jena), die Tochter des Rektors der sächsischen Landesschule Pforta Johann David Schreber (* 26. Januar 1669 in Meißen; † 6. Juni 1731 in Schulpforta). Seine dritte Ehe absolvierte er mit Dorothea Marie Sophie Schulze (* 1710; † 31. März 1785 in Jena). Aus den ersten beiden Ehen stammen Kinder. Von diesen kennt man:
1. Tochter Dorothee Christiane Löber (* 1. Oktober 1724 in Jena; † 8. Dezember 1750 ebenda)
2. Sohn Johann Paul Löber (* 26. September 1725 in Jena; † 13. November 1726 ebenda)
3. Sohn Friedrich Erhardt Löber (* 27. Dezember 1726 in Jena), Student
4. Tochter Johanna Friederike Sophie Löber (* 31. März 1728 in Jena; † 23. September 1760 ebenda)
5. Tochter Sophie Christiane Löber (* 24. Mai 1729 in Jena; † 15. Mai 1734 ebenda)
6. Tochter Sophie Agathe Luise Löber (* 19. Mai 1730 in Jena; † 25. Mai 1730 ebenda)
7. Sohn Ernst Karl Heinrich Friedemann Löber (* 22. Mai 1731 in Jena; † 3. September 1732 ebenda)
8. Tochter Karoline Henriette Löber (* 6. Januar 1733 in Jena; † 30. Juni 1734 ebenda)
9. Tochter Auguste Wilhelmine Löber (* 4. Februar 1734 in Jena; † 7. November 1797 ebenda)
10. Sohn Johann Karl Löber (* 22. März 1735 in Jena; † 22. Juni 1735 ebenda)
11. Tochter Christine Margarethe Wilhelmine Löber (* 18. Dezember 1736 in Jena; † 12. Oktober 1779 ebenda)
12. Sohn Johann Ludwig Löber (* 12. Januar 1739 in Jena; † 19. September 1814 in Dransfeld), er besuchte ab 1753 die Stadtschule in Jena, studierte ab 1761 an der Universität Jena, wurde 1769 Garnisonsprediger in Hameln, 1799 wurde er Superintendent ebenda, 1804 ging er als Superintendent nach Dransfeld, ⚭ 3. Dezember 1769 in Hameln mit Johanna Margarethe Meyer (* 7. Juni. 1741 Nienburg an der Weser; † 29. März 1803 in Hameln)
13. Tochter Johanne Christiane Marie Löber (* 29. Oktober 1741 in Jena; † 2. Mai 1744 ebenda)
14. Tochter Johannes Sophie Christiane Löber (* 29. Dezember 1746 in Jena; † 4. Januar 1747 ebenda)

## Werke (Auswahl)
- Diss. inaug. Historia inflammationis, ex principiis Anatomicis et Mechanicis deducta. Halle (Saale), 1722, (Digitalisat)
- Commentatio de sanguinis missione eiusque utilitate in morbis infantum acutis, praelectionibus publicis praemissa. Jena, 1723,
- Diss. medica practica exhibens historiam morborum exacido. Jena, 1724, (Digitalisat)
- Diss. medica practica exhibens historiam Contuſionum. Jena, 1726, (Digitalisat)
- Diss. medica practica Sistens Plethorae oaturam, ortum atque Effectus. Jena, 1728, (Digitalisat)
- Gründliche Anweisung zu einer glücklichen Blatter-Cur; nebst einem Anhang derer Schriften, die von dieser Seuche und deren Inoculation gehandelt, haben, nach den mechanischen Lehrsätzen verfertiget. Jena, 1730, (Digitalisat)
- Solida manuductio ad felicem variolarum curationem, cum appendice auctorum, qui de hac lue et seorsim de inoculatione scripserunt, recensente, ex mechanicis principiis adornata. Jena, 1731,
- Wohlmeynender Rath, Wie man sich bey der sonst so gefährlichen Blatter-Kranckheit zu verhalten habe, Damit dieselbe ohne dem geringsten Schaden könne überstanden werden, wodurch man zuversichtlich einen guten Muth fassen, und gantz ohne Sorge wegen ihrer Gefahr leben kan. Jena, 1733, (Digitalisat)
- Kurze und gründliche Anführung zu einer heilsamen Lebens - Art zum Gebrauch der Speisen, durch welche man die Gesundheit erhalten, den Leib zum langen Leben geschickt machen, die anwandelnden Krankheiten in Zeiten abwenden, und den überhand genommenen begegnen, auch die verlohrnen Kräfte geschwind und sicher wieder ersetzen könne, nach den Boerhaavischen Lehrsätzen aus der Erfahrung bewiesen. Jena, 1745, 2. Bde., (Bd. 1, Digitalisat), (Bd. Digitalisat)
- Wahrhafte Erzählung der heftigen Krankheit, die Ihn befallen, und wie er davon durch göttlichen Segen wieder befreyet worden u.s.w. Jena, 1746

## Weblink
- Emanuel Christian Löber in der deutschen digitalen Bibliothek